# Thysia
Thysia is een kevergeslacht uit de familie van de boktorren (Cerambycidae). De wetenschappelijke naam van het geslacht werd voor het eerst geldig gepubliceerd in 1860 door Thomson.

## Soorten
Thysia is monotypisch en omvat slechts de volgende soort:
- Thysia wallichii (Hope, 1831)